# Deggendorfer Werft und Eisenbau Gesellschaft

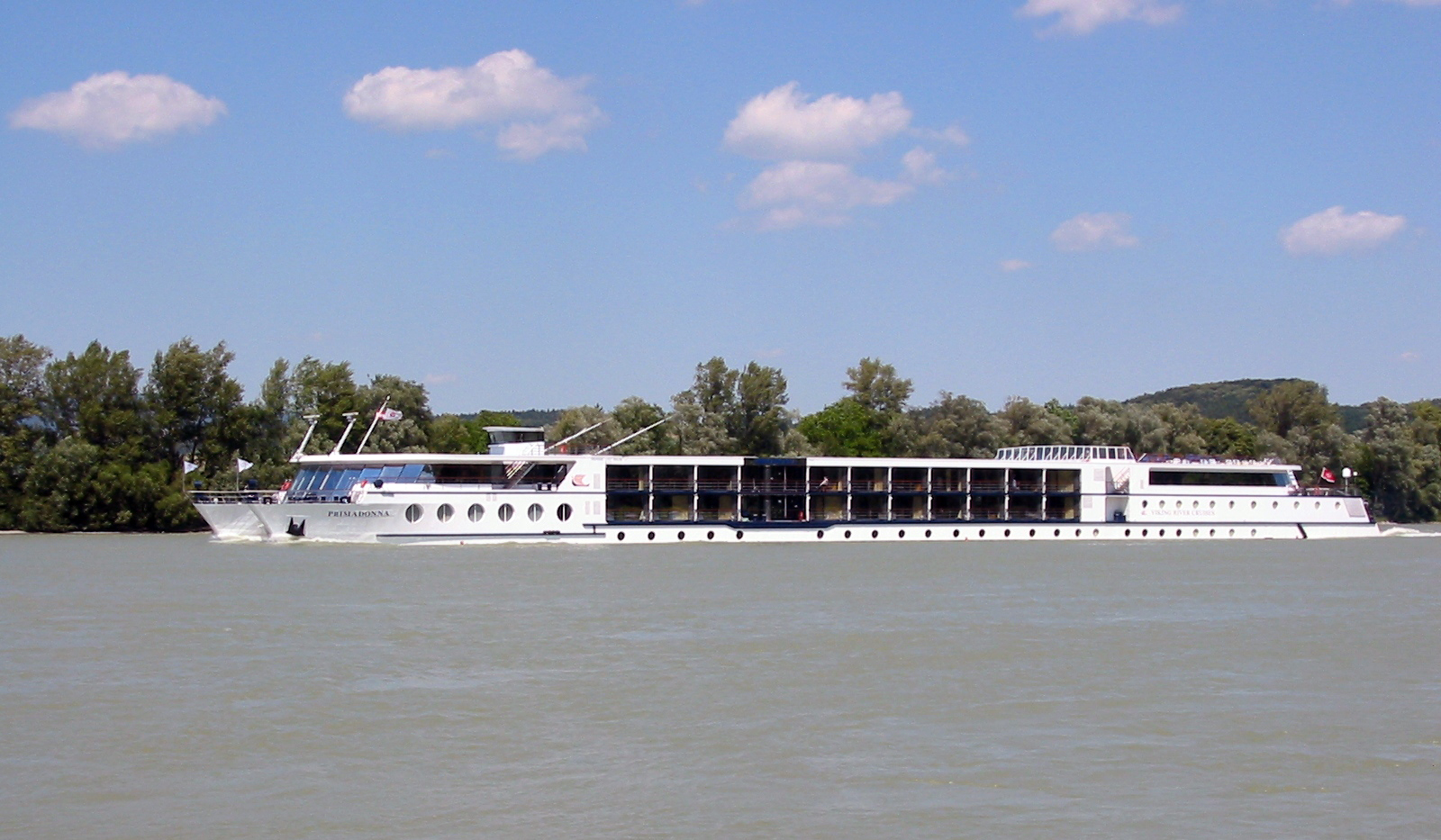
Das Schiff Primadonna der Viking River Cruises auf der Donau in der Nähe von Ybbs an der Donau.

Die Deggendorfer Werft und Eisenbau Gesellschaft wurde 1916 in dem niederbayerischen Ort Deggendorf gegründet und begann 1924 als Tochtergesellschaft der Gutehoffnungshütte (GHH) mit dem Bau von Binnenschiffen. 2001 wurde der Werftbetrieb aufgegeben.
Auf dieser Werft wurden anfangs vorwiegend Fahrgastschiffe, Fähren, Motorschlepper und Frachtkähne gebaut. Aber auch Schuten und Binnenfrachter wurden an vorwiegend deutsche Reedereien abgeliefert. 1930 entstand hier der erste Schubbootverband Europas mit dem  Schubboot Uhu. Das Fahrgastschiff Allgäu war das erste Schiff mit Voith-Schneider-Antrieb, es wurde 1929 von der Deggendorfer Werft an die Deutsche Reichsbahn in Lindau abgeliefert. In den 1940er Jahren wurden viele Tankkähne auf Kiel gelegt. 

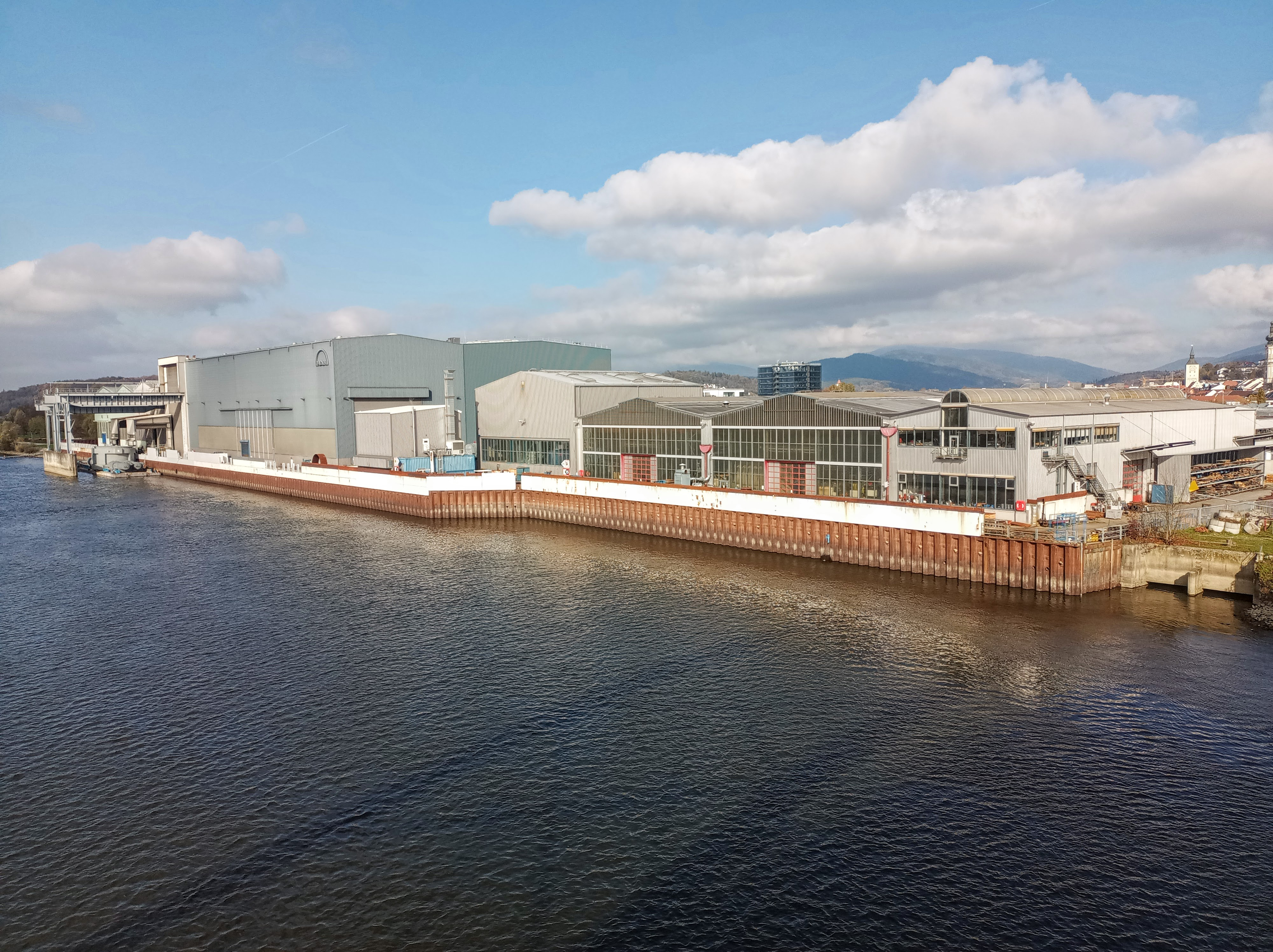
Von der Maximilians Brücke

Ab 1951 gehörten auch Schwimmbagger zum Bauprogramm und es entstand hier der erste seetaugliche Hopperbagger. Zur schnellen Verklappung des Baggergutes wurde längsgeteilte Arbeitsschiffe entwickelt, die 1958 zum Bau der weltweit ersten Klappschuten führten.  Es wurden besonders in den 1970er Jahren sehr viele dieser hydraulisch zu betätigende Klappschuten abgeliefert und exportiert. Sie wurden als Hydroklappschuten bezeichnet und waren eine Spezialität der Werft. Von der Deggendorfer Werft und ihren Lizenznehmern wurden fast 200 Schuten dieser Bauart in verschiedenen Größen abgeliefert.
Die letzten 20 Jahre bis zur Werftschließung waren gezeichnet von der Konstruktion von Schneidkopfbagger, Binnen-Ro-Ro-Schiffen, Fahrgastschiffen und dem Fahrgastkatamaran Delphin Queen (1998) für die Conti Flussschifffahrts-Gesellschaft.
Nach der Übernahme der GHH durch M.A.N. im Jahr 1969 gehörte die Deggendorfer Werft zur MAN AG.